# Nicole Burcez
 (février 2024).
Nicole Burcez, née le 26 avril 1944 à Belfort est une peintre française,.

## Biographie
Burcez a exposé plusieurs années au Salon des artistes français dans les années 1970.
Elle est née le 26 avril 1944 à Belfort, d'un père d'origine bourguignonne Jules Raymond Lionnet. Sa mère Antoinette Georgette BRUEZ est Franc-comtoise.

## Ouvrages
- Les Jésuites, leur effigie, leur revers de médaille de la fondation à 1762, 2014 (en collaboration avec André Thévenin)